# HumanSoft
HumanSoft est une entreprise hongroise de développement de jeux vidéo. Elle a été fondée en 1994 et compte 35 employés. Son siège social se trouve à San Diego aux États-Unis.

## Jeux
- 1994 : Super Street Fighter II Turbo (Amiga)
- 1994 : Star Crusader (Amiga)
- 1994 : Fantastic Dizzy (DOS)
- 1997 : 3DO Games: Decathlon (Windows)
- 1998: Fatal Abyss (Windows)
- 1999 : Hidden and Dangerous (PlayStation)
- 2001 : The Mummy Returns (PlayStation 2)
- 2002 : Jimmy Neutron: Boy Genius (Game Boy Advance)
- 2002 : Cubix (Game Boy Advance)
- 2002 : The Wild Thornberrys Movie (Game Boy Advance, Windows)
- 2002 : Jimmy Neutron vs. Jimmy Negatron (Game Boy Advance)
- 2005 : Ace Combat Advance (Game Boy Advance)
- 2005 : Pac-Man Pinball Advance (Game Boy Advance)
- 2005 : Cinderella Dollhouse 2 (Windows)
- 2005 : Pac-Man World 3 (Nintendo DS)
- 2006 : Disney Princesses : Aventures Enchantées (Game Boy Advance)
- 2006 : Scooby-Doo : Qui Regarde Qui ? (Nintendo DS)
- 2006 : Tomb Raider: Legend (Game Boy Advance, Nintendo DS)
- 2007 : Barbie as the Island Princess (Game Boy Advance, Nintendo DS)
- 2007 : Hot Wheels: Beat That! (Nintendo DS)
- 2008 : Voyage au centre de la Terre (Nintendo DS)
- 2008 : Hello Kitty: Big City Dreams (Nintendo DS)